# Medal Zasługi Ustawodawczej
Medal Zasługi Ustawodawczej Izby Deputowanych (port. Medalha "Mérito Legislativo Câmara dos Deputados") – wysokie brazylijskie cywilne odznaczenie, ustanowione 24 sierpnia 1983 i nadawane przez Izbę Deputowanych.
Medal ten ma na celu uhonorowanie władz, osobistości, instytucji lub podmiotów, kampanii, programów lub ruchów o charakterze społecznym, cywilnym lub wojskowym, krajowych lub zagranicznych, które oddały wybitne zasługi władzy ustawodawczej lub Brazylii. Nominowany może być naukowiec, polityk, aktor, piosenkarz, duchowny, krótko mówiąc, ludzie, którzy w pewnym momencie historii kraju wykonali jakąś pracę, która miała reperkusje i spotkała się z podziwem narodu brazylijskiego (destina-se a condecorar autoridades, personalidades, instituições ou entidades, campanhas, programas ou movimentos de cunho social, civil ou militar, nacionais ou estrangeiros, que tenham prestado serviços relevantes ao Poder Legislativo ou ao Brasil. O indicado pode ser cientista, político, ator, cantor, religioso, enfim, pessoas que, em certo momento da história do País, realizaram algum trabalho que teve repercussão e recebeu a admiração do povo brasileiro).
Może zostać przyznany pośmiertnie, jest wówczas wręczany najbliższym członkom rodziny, krewnym lub osobom przez nich wskazanym.
W brazylijskiej kolejności starszeństwa odznaczeń medal zajmuje miejsce bezpośrednio po Orderze Narodowym Zasługi, a przed lotniczym Orderem Zasługi Obronnej.